# هاري باين
هاري باين هو طبيب أطفال كندي، ولد في 1921 في ويست نيبسينغ في كندا، وتوفي في 21 ديسمبر 2001 في بيرلينجتون في كندا.